# Lliga marroquina de futbol
La Lliga marroquina de futbol, també coneguda com a GNF (francès: Groupement National de Football) o Botola (àrab: البطولة المغربية, al-Buṭūla al-Maḡribiyya, ‘Campionat marroquí’), és la màxima competició futbolística del Marroc. És organitzada per la Reial Federació Marroquina de Futbol.

## Història

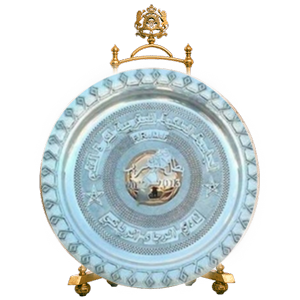
Trofeu Botola.

Amb anterioritat a la independència del Marroc, existí una lliga organitzada per la Federació Francesa de Futbol, que es disputà entre els anys 1916 i 1955, coincidint amb l'ocupació francesa del país i el protectorat establert a la zona. L'US Marocaine amb 16 títols, l'Olympique Marocain amb 8 i el Wydad de Casablanca amb 5 foren els clubs més reeixits. Al nord del país, es creà el campionat hispano-marroquí, sota la supervisió se la Federació Espanyola de Futbol, dins el protectorat espanyol del Marroc.
A partir de 1956 neix la nova lliga independent, organitzada per la Federació Marroquina. Wydad AC esdevingué primer campió.

## Equips participants temporada 2021-22
| Equip                       | Acrònim | Ciutat     | Estadi                    | Capacitat |
| --------------------------- | ------- | ---------- | ------------------------- | --------- |
| FAR Rabat                   | FAR     | Rabat      | Estadi Moulay Abdellah    | 65.000    |
| Chabab Mohammédia           | SCCM    | Mohammédia | Stade El Bachir           | 11.000    |
| Difaa El Jadida             | DHJ     | El Jadida  | Stade El Abdi             | 15.000    |
| Fath Union Sport            | FUS     | Rabat      | Stade Moulay Hassan       | 12.000    |
| Hassania Agadir             | HUSA    | Agadir     | Stade Adrar               | 45.480    |
| Ittihad Tanger              | IRT     | Tànger     | Stade Ibn Batouta         | 45.000    |
| Jeunesse Sportive Soualem   | JSS     | Soualem    | Stade Errazi in Berrechid | 2.000     |
| Maghreb de Fès              | MAS     | Fes        | Fez Stadium               | 45.000    |
| Mouloudia Oujda             | MCO     | Oujda      | Estadi d'Honneur          | 35.000    |
| Nahdat Berkane              | RSB     | Berkane    | Stade Municipal           | 15.000    |
| Olympique Club de Khouribga | OCK     | Khouribga  | Complexe OCP              | 10.000    |
| Olympique Safi              | OCS     | Safi       | Stade El Massira          | 15.000    |
| Raja Casablanca             | RCA     | Casablanca | Estadi Mohammed V         | 67.000    |
| Rapide Oued Zem             | RCOZ    | Oued Zem   | Stade Municipal           | 8.000     |
| Wydad Casablanca            | WAC     | Casablanca | Estadi Mohammed V         | 67.000    |
| Youssoufia Berrechid        | CAYB    | Berrechid  | Stade Municipal           | 8.000     |

## Historial
Font:

### Abans de la independència
- 1916:  CA de Casablanca (1)
- 1917:  US Marocaine (1)
- 1918:  US Marocaine (2)
- 1919:  US Marocaine (3)
- 1920:  US Marocaine (4)
- 1921:  Olympique Marocain (1)
- 1922:  US de Meknès (1)
- 1923:  Olympique Marocain (2)
- 1924:  Olympique Marocain (3)
- 1925:  Union Fès (1)
- 1926:  Union Fès (2)
- 1927:  US Athlétique (1)
- 1928:  Stade Marocain (1)
- 1929:  US Athlétique (2)
- 1930:  Olympique Marocain (4)
- 1931:  Stade Marocain (2)
- 1932:  US Marocaine (5)
- 1933:  US Marocaine (6)
- 1934:  US Marocaine (7)
- 1935:  US Marocaine (8)
- 1936:  Olympique Marocain (5)
- 1937:  Olympique Marocain (6)
- 1938:  US Marocaine (9)
- 1939:  US Marocaine (10)
- 1940:  US Marocaine (11)
- 1941:  US Marocaine (12)
- 1942:  US Marocaine (13)
- 1943:  US Marocaine (14)[a]
- 1944:  Stade Marocain (3)
- 1945:  Racing de Casablanca (1)
- 1946:  US Marocaine (15)
- 1947:  US Marocaine (16)
- 1948:  Wydad Casablanca (1)
- 1949:  Wydad Casablanca (2)
- 1950:  Wydad Casablanca (3)
- 1951:  Wydad Casablanca (4)
- 1952:  Wydad Casablanca (5)
- 1953:  SA Marrakech (1)
- 1954:  Racing de Casablanca (2)
- 1955:  Wydad Casablanca (6)
- 1956: no es disputà

### Després de la independència
- 1956-57:  Wydad Casablanca (6)
- 1957-58:  Kawkab Marrakech (1)
- 1958-59:  Étoile Casablanca (1)
- 1959-60:  KAC Kénitra (1)
- 1960-61:  FAR Rabat (1)
- 1961-62:  FAR Rabat (2)
- 1962-63:  FAR Rabat (3)
- 1963-64:  FAR Rabat (4)
- 1964-65:  Maghreb Fès (1)
- 1965-66:  Wydad Casablanca (7)
- 1966-67:  FAR Rabat (5)
- 1967-68:  FAR Rabat (6)
- 1968-69:  Wydad Casablanca (8)
- 1969-70:  FAR Rabat (7)
- 1970-71:  Renaissance Settat (1)
- 1971-72:  Racing Casablanca (3)
- 1972-73:  KAC Kénitra (2)
- 1973-74:  Raja Beni Mellal (1)
- 1974-75:  Mouloudia d'Oujda (1)
- 1975-76:  Wydad Casablanca (9)
- 1976-77:  Wydad Casablanca (10)
- 1977-78:  Wydad Casablanca (11)
- 1978-79:  Maghreb Fès (2)
- 1979-80:  Chabab Mohammédia (1)
- 1980-81:  KAC Kénitra (3)
- 1981-82:  KAC Kénitra (4)
- 1982-83:  Maghreb Fès (3)
- 1983-84:  FAR Rabat (8)
- 1984-85:  Maghreb Fès (4)
- 1985-86:  Wydad Casablanca (12)
- 1986-87:  FAR Rabat (9)
- 1987-88:  Raja Casablanca (1)
- 1988-89:  FAR Rabat (10)
- 1989-90:  Wydad Casablanca (13)
- 1990-91:  Wydad Casablanca (14)
- 1991-92:  Kawkab Marrakech (2)
- 1992-93:  Wydad Casablanca (15)
- 1993-94:  Olympique Casablanca (1)
- 1994-95:  CODM Meknès (1)
- 1995-96:  Raja Casablanca (2)
- 1996-97:  Raja Casablanca (3)
- 1997-98:  Raja Casablanca (4)
- 1998-99:  Raja Casablanca (5)
- 1999-00:  Raja Casablanca (6)
- 2000-01:  Raja Casablanca (7)
- 2001-02:  Hassania d'Agadir (1)
- 2002-03:  Hassania d'Agadir (2)
- 2003-04:  Raja Casablanca (8)
- 2004-05:  FAR Rabat (11)
- 2005-06:  Wydad Casablanca (16)
- 2006-07:  OC Khouribga (1)
- 2007-08:  FAR Rabat (12)
- 2008-09:  Raja Casablanca (9)
- 2009-10:  Wydad Casablanca (17)
- 2010-11:  Raja Casablanca (10)
- 2011-12:  Moghreb Tétouan (1)
- 2012-13:  Raja Casablanca (11)
- 2013-14:  Moghreb Tétouan (2)
- 2014-15:  Wydad Casablanca (18)
- 2015-16:  FUS Rabat (1)
- 2016-17:  Wydad Casablanca (19)
- 2017-18:  IR Tanger (1)
- 2018-19:  Wydad Casablanca (20)
- 2019-20:  Raja Casablanca (12)
- 2020-21:  Wydad Casablanca (21)
- 2021-22:  Wydad Casablanca (22)
- 2022-23:  FAR Rabat (13)